# Kara (band)
 Denne artikel omhandler Kara. Opslagsordet har også en anden betydning, se Kara (flertydig).
Kara (koreansk: 카라) er en sydkoreansk pigegruppe der blev dannet af DSP Media i 2007. Der er fire medlemmer i Gruppen: Park Gyuri (leder), Han Seungyeon, Goo Hara og Heo Youngji.
Gruppens navn 'Kara' er fra det græske 'Chara' (χαρά) hvilket betyder 'Sød melodi'.
Da gruppen startede i 2007 dannede de et stærkt kvindeligt image. De fik deres første debut med
"Break It" (2007) og deres første studio album med titlen The First Blooming
kom i Marts 2007. Deres debut blev ikke modtaget godt og var derfor en fiasko. De efterfølgende år blev medlemmerne skiftet ud, Kim Sunghee forlod gruppen imens Goo Hara og Kang Jiyoung kom ind. Efterfølgende ændrede gruppen også deres musik stil og deres image til 'Smuk men naturlig' hvilket førte til deres første mini album Rock U i juli 2008.
I 2009 udkom sangen 'Honey' og i juli 2009 udkom gruppens andet studio album Revolution og hittede med singlen "Mister". Koreografien i ''Mister'' var særlig populær da folk var vilde med den såkaldte "butt-dance" (numse-dans). Både pige- og drenge grupper efterlignede denne ''butt-dance'' og det gav Kara skubbet til at opnå mere popularitet i Asien. Efterfølgende singler, inkluderet "Lupin" (2010), "Jumping" (2010), "Step" (2011), og "Pandora" (2012) var også succesfulde og var med til at grundlægge en hel industri i den koreanske musik genre, KPOP.
Efter Karas nationale succes, udvidede de deres musik og indspillede den til japansk, hvilket var intet andet end en kæmpe succes. Det japanske publikum var vilde med Kara og udvalgte dem som deres favorit 'Rookie Artist' i 2010.
I 2014 forlod Nicole Jung og Kang Jiyoung gruppen da deres kontrakt med DSP udløb og de ikke ville forny den.
Nicole Jung tog til USA for at starte sin karriere som solo artist mens Kang Jiyoung har valgt at studere i udlandet.
'Kara Project' gik i luften i 2014 og var et reality show hvor Kara skulle finde et nyt medlem. Syv håbefulde talentfulde piger (trainees fra DSP Media) kæmpede om pladsen i Kara som det fjerde medlem. Den heldige vinder af 'Kara Project' blev Heo Youngji.
Kara havde comeback 'Mamma Mia' 18 august 2014 og japansk version 27 august 2014 i Japan.

## Medlemmer
- Park Gyuri (박규리), 21.5.1988
- Han SeungYeon (한승연), 24.7.1988
- Goo Hara (구하라), 13.1.1991
- Heo Youngji (허영지) 30.8 1994

Tidligere medlemmer:
- Kim Sung-hee
- Nicole Jung (니콜), 7.10.1991
- Kang Jiyoung (강지영), 18.1.1994

## Koreansk diskografi
Studio albums
- 2007: The First Bloooooming
- 2008: Rock U
- 2008: Pretty Girl
- 2009: Honey
- 2009: Revolution
- 2010: Lupin
- 2010: Jumping
- 2011: Step
- 2012: Pandora
- 2012: KARA Collection
- 2013: Full Bloom
- 2014: Mamma Mia

DVD
- 2012: KARA The 1st concert KARASIA in Olympic Gymnastics Arena (Seoul)

## Japansk diskografi
Studio albums
- 2010: KARA Best 2007-2010
- 2010: Girl's Talk
- 2011: Super Girl
- 2012: KARA Collection
- 2012: Girl Forever
- 2013: Fantastic Girls

Singles
- 2010: Mister
- 2010: Jumpin'
- 2011: Jet Coaster Love
- 2011: Go Go Summer!
- 2011: Winter Magic
- 2012: Speed Up / Girl's Power
- 2012: Electric Boy
- 2013: Bye Bye Happy Days
- 2013: Thank You Summer Love

DVD
- 2010: KARA Sweet Muse Gallery
- 2010: KARA VACATION
- 2011: KARADISE 2011 ~SEASON'S GREETING FROM THAI~
- 2011: KARA BEST CLIPS
- 2011: KARA VACATION 2
- 2012: KARADISE 2012, IN PARIS
- 2012: KARA'S 3RD ALBUM STEP DVD SET
- 2012: KARA BEST CLIPS II & Shows
- 2012: KARA 1st JAPAN TOUR 2012 KARASIA
- 2013: KARASIA 2013 Happy New Year in Tokyo Dome
- 2013: KARA BEST CLIP III

## Taiwanesisk diskografi
- 2012: Hits! Hits!

## Koncert
- Karasia (2012): Seoul, Yokohama, Nagoya, Osaka, Fukuoka, Shibuya og Saitama.
- Tokyo Dome Concert (2013)
- Kara 2nd Japan Tour (2013): Tokyo, Yokohama, Osaka, Kobe Fukui, Fukuoka, Nagoya.

## Soundtracks
- 2007: Fighting, Catching A Kang Nam Mother
- 2008: Butterfly, Naruto
- 2009: Love is Fire, Boys Before Flowers
- 2010: Pick the Stars, Stars Falling From the Sky
- 2012: My prayer, Stranger 6
- 2013: Beautiful Night, KARA The Animation
- 2013: Love Letter, KARA The Animation

## Anden diskografi
- 2010: We're with you
- 2010: 2ME We Online Part.2

## Musikvideoer
- Break it
- If U Wanna
- Rock U
- Pretty Girl
- Honey
- Same Heart
- Wanna
- Lupin
- We're with you
- 2ME
- Mister (japansk version)
- Jumping (japansk version)
- Jumping (koreansk version)
- Jet coaster love
- IOA
- Go Go Summer
- Step
- Winter Magic
- Speed Up
- Girls Power
- Pandora
- Electric Boy
- Orion
- KARA Collection solo videoer(5 koreanske + 5 japanske): Daydream, Guilty, Lost, Secret Love og Wanna Do
- Bye Bye Happy Days
- Thank you summer love
- Runaway

## Drama
- 2011: URAKARA
- 2013: Secret Love

## Tegnefilm
- 2013 Kara The Animation

## TV
- 2007: M.net Self Camera
- 2008: M.net Self Camera Season 2
- 2008: Zoo Zoo Club
- 2009: Idol Show
- 2009: Kara's Meta Friends
- 2009: Kara Bakery

## Bøger
- 2011: KARA's All about Beauty
- 2012: Je t'aime KARA

## Parfume
KARA 5 JEWEL (K5J)

## Dukker
- 2012

## Fanklub
- Fanklub Navn:  Kamilia (Kombination af "Kara" og det latinske ord "familia")